# Ole Stavrum
Ole Stavrum (ur. 22 maja 1940 w Kristiansund) – norweski piłkarz występujący na pozycji napastnika. Ojciec innego piłkarza, Arilda Stavruma. 

## Kariera klubowa
Stavrum karierę rozpoczynał w zespole Clausenengen FK. W 1961 roku przeszedł do pierwszoligowego Lyn Fotball. Wywalczył z nim mistrzostwo Norwegii (1964), dwa wicemistrzostwa Norwegii (1963, 1965) oraz Puchar Norwegii (1967). W sezonie 1964 z 18 bramkami na koncie został też królem strzelców pierwszej ligi norweskiej. W 1968 roku wrócił do Clausenengen, gdzie w 1971 roku zakończył karierę.

## Kariera reprezentacyjna
W reprezentacji Norwegii Stavrum zadebiutował 1 lipca 1964 w wygranym 3:2 towarzyskim meczu ze Szwajcarią. 26 września 1965 zremisowanym 2:2 pojedynku Mistrzostw Nordyckich z Danią strzelił pierwszego gola w kadrze. W latach 1964–1966 w drużynie narodowej rozegrał 8 spotkań i zdobył 2 bramki.